# Tragedia del Mercado de San Pablito de 2016
La Tragedia del Mercado de San Pablito o explosiones de pirotecnia de Tultepec ocurrieron el 20 de diciembre de 2016 a las 14:51 horas CST (UTC-6), en el Mercado de San Pablito ubicado en el mencionado municipio del Estado de México. 42 personas murieron y decenas resultaron heridas.

## Antecedentes

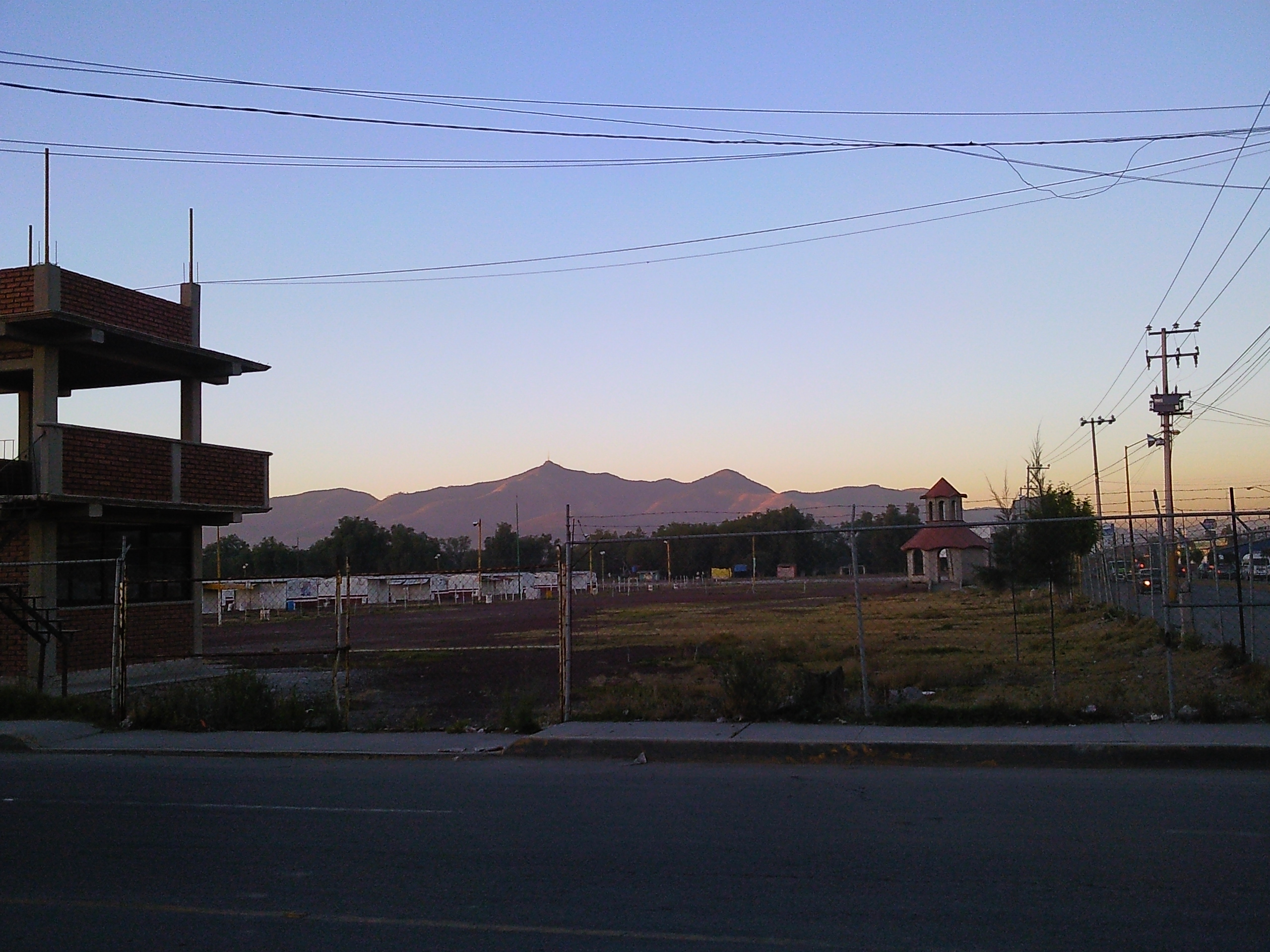
Vista parcial del Mercado de San Pablito en 2010.

Tultepec tiene una gran cultura e industria de fuegos artificiales, con cien años de historia de la producción de fuegos artificiales. Alrededor del 65% de la población de la ciudad está directa o indirectamente involucrada en la producción de fuegos artificiales. Según el Instituto Mexiquense de la Pirotecnia, se registraron 436 talleres o tiendas de fuegos artificiales en el municipio de Tultepec. El mercado de San Pablito es un centro importante para los fuegos artificiales artesanales de México. La ciudad había implementado nuevas medidas de seguridad en el mercado después de explosiones relacionadas con fuegos artificiales en 2005 y 2006.

## Explosión
La causa de la explosión es desconocida, pero fuentes preliminarmente afirmaron que la pólvora de los fuegos artificiales encendió la explosión. Se informó que hasta 300 toneladas de fuegos artificiales estuvieron presentes en el mercado. La explosión ocurrió aproximadamente a las 14:51 UTC -7 (20:51 UTC). Al 24 de diciembre, al menos 36 personas murieron, con al menos 84 más heridas. De los muertos, 26 murieron en el sitio de la explosión y el resto en el hospital. De los heridos, 46 personas fueron hospitalizadas, cinco de las cuales se encontraban en estado crítico.
Seis niños estaban entre los heridos, incluyendo una niña con quemaduras en más del 90 % de su cuerpo. Una vez que fueron estables y sus guardianes habían sido contactados, estos niños fueron planeados para ser transferidos al hospital de Shriners para los niños en Galveston, Texas, Estados Unidos, para ser tratados. Las viviendas cercanas fueron dañadas significativamente y gran parte del mercado fue arrasado en la explosión.

## Reacción

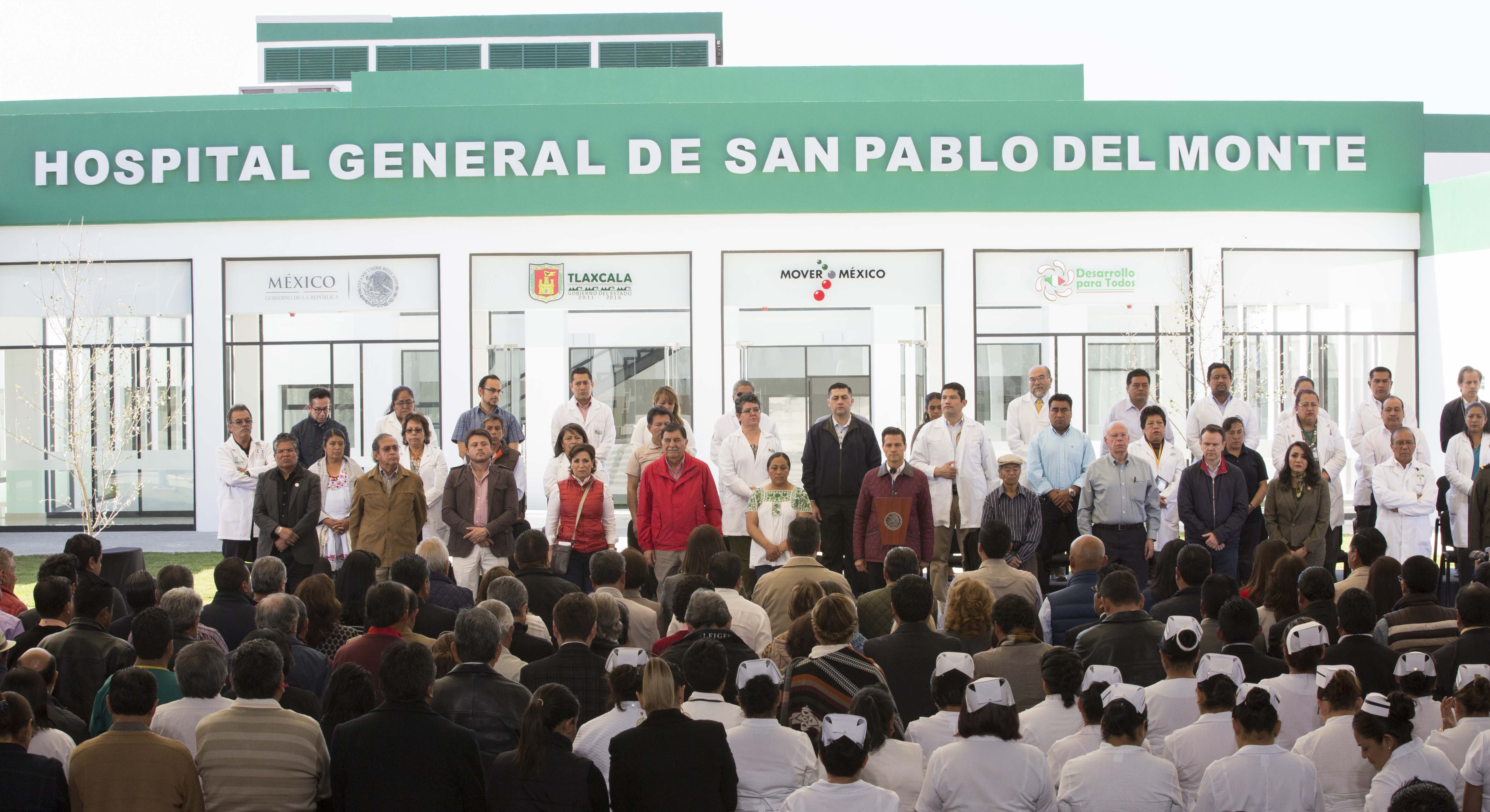
Enrique Peña Nieto, su gabinete, y múltiples médicos y enfermeras observando un minuto de silencio durante un evento en San Pablo del Monte, Tlaxcala.

José Manzur, representante del gobierno del Estado de México, declaró que todas las facturas fúnebres y médicas de los muertos y heridos serán pagadas por el gobierno. El presidente Enrique Peña Nieto ofreció sus condolencias y ordenó a las agencias federales coordinar con las autoridades estatales para ayudar a las familias de los afectados, particularmente en la atención médica. Germán Galicia Cortés, presidente del Mercado de San Pablito, dijo que los vendedores recibirían ayuda del gobierno para ayudar a cubrir sus pérdidas, y se comprometieron a reabrir el mercado. La Procuraduría General de la República inició una investigación sobre el incidente, con investigadores forenses siendo desplegados en el sitio el 21 de diciembre.